# Deutscher Rat für Wiederbelebung
Der Deutsche Rat für Wiederbelebung – German Resuscitation Council e. V. ist ein Verein, dessen Hauptzweck die Aufklärung, Ausbildung und Forschung auf dem Gebiet der Wiederbelebung ist. Sitz des Vereines und der Geschäftsstelle ist Ulm. Gründungsdatum war der 13. Dezember 2007. Vorsitzender ist (Stand 2020) Bernd W. Böttiger (* 1958), Direktor der Klinik für Anästhesiologie und Operative Intensivmedizin an der Uniklinik Köln.
Die Organisation verfolgt das Ziel, die interdisziplinäre Zusammenarbeit zwischen Organisationen und Personen, die sich mit den verschiedenen Aspekten der Wiederbelebung befassen, zu unterstützen, zu fördern und zu harmonisieren, und aus Expertensicht Forschungsergebnisse hinsichtlich ihrer Relevanz für Empfehlungen und Leitlinien zu bewerten. Hierbei wird eine enge Zusammenarbeit mit dem European Resuscitation Council angestrebt.
Vereinsmitglieder sind medizinische Fachgesellschaften im Bereich der Intensiv- und Notfallmedizin, alle in Deutschland tätigen Hilfsorganisationen und persönliche Mitglieder.